# Pulse (film 2001)
Pulse (回路?, Kairo, lett. "Circuito") è un film del 2001 diretto da Kiyoshi Kurosawa.
Considerato uno dei punti più alti del filone J-Horror e dell'intera filmografia del regista, è divenuto un film di culto e ne è stato realizzato un remake hollywoodiano omonimo nel 2006. Ne è stata anche tratta una novellizzazione omonima, scritta dallo stesso Kurosawa.

## Trama
La trama è incentrata sui fantasmi che invadono il mondo dei vivi tramite Internet. Presenta due trame parallele.

### Prima storia
Kudo Michi, impiegata in un negozio di piante, si è recentemente trasferita a Tokyo. I suoi collaboratori sono Sasano Junko, Toshio Yabe e Taguchi, con quest'ultimo scomparso da alcuni giorni mentre lavorava ad una serie di prodotti in offerta. Preoccupata dall'assenza di Taguchi, Michi si reca all'appartamento di Taguchi, trovandolo assente e distaccato; nel mezzo della loro conversazione, Taguchi si allontana, forma un cappio e si impicca.
In seguito al suicidio di Taguchi, Michi e i suoi collaboratori ispezionano il floppy a cui stava lavorando, e scoprono che esso contiene un'immagine di Taguchi fissato da una faccia spettrale. Yabe riceve una telefonata di una voce distorta che dice: "Aiutami". Dopo aver controllato il telefono, vede la stessa immagine trovata sul disco di Taguchi. Va nell'appartamento di Taguchi e vede una macchia nera sul muro dove si è impiccato, oltre a un foglio con scritto "La stanza proibita". Nota una porta sigillata con nastro rosso ed entra, incontrando un fantasma. Yabe dice a Michi di aver visto qualcosa di orribile nella "stanza proibita". Michi riceve una chiamata come quella che aveva ricevuto Yabe. Controlla Yabe e vede una macchia nera sul muro simile a quella di Taguchi. Si fa prendere dal panico quando si rende conto che Junko ha aperto il sigillo ed è entrata in una porta con il nastro rosso. All'interno, vede Junko essere messa alle strette da un fantasma e la salva. In seguito all'incontro Junko diventa catatonica e mentre si avvicina al muro diventa una macchia nera. Preoccupata, Michi va a controllare sua madre e incontra Ryosuke Kawashima.

### Seconda storia
Ryosuke Kawashima, uno studente di diritto, si è recentemente iscritto a un nuovo provider di servizi Internet. Il suo computer accede da solo a un sito Web, mostrandogli immagini inquietanti di persone sole in stanze buie, che mostrano comportamenti bizzarri e appare poi sullo schermo la domanda se avesse voglia di incontrare un fantasma. Quella notte, Ryosuke si sveglia per trovare il suo computer di nuovo acceso con le stesse immagini che aveva visto. Scollega il computer in preda al panico.
Il giorno successivo, Harue Karasawa, una studentessa di informatica, suggerisce di aggiungere la pagina ai segnalibri o di stampare le immagini per farle esaminare. Ryosuke tenta di farlo, ma scopre che il suo computer non esegue i suoi comandi. Invece, un video riproduce un uomo con la testa in un sacchetto di plastica in una stanza con le parole "AIUTAMI" scritte su tutte le pareti. Un compagno di classe di Ryosuke spiega la sua teoria secondo cui le anime hanno iniziato a invadere il mondo fisico in quanto hanno riempito il regno dei morti. Harue si comporta in modo strano e suggerisce che i fantasmi vorrebbero intrappolare gli umani nella loro solitudine piuttosto che ucciderli. Ryosuke cerca di scappare con lei in un luogo lontano usando la metropolitana, ma il treno si ferma e Harue viene colta dal desiderio di tornare a casa. Al ritorno al suo appartamento, vede sul suo computer l'uomo con la busta di plastica spararsi, Harue poi preme il tasto "Invio" e afferma che "non è sola". Quando Ryosuke irrompe nell'appartamento, Harue è svanita.

### Epilogo
Mentre sempre più persone iniziano a svanire, iniziano le evacuazioni di Tokyo e un'invasione su vasta scala della regione di Kanto da parte dei fantasmi. Ryosuke incontra Michi e trovano Harue in una fabbrica abbandonata, dove si spara. Quando la macchina di Ryosuke e Michi finisce la benzina, Ryosuke entra in un magazzino per cercare carburante. Apre una porta sigillata e incontra un fantasma che insiste nel dire che è "reale" e che spiega che "la morte è solitudine eterna". Sebbene cerchi di resistere all'influenza del fantasma, Ryosuke perde la voglia di vivere e Michi lo trascina in salvo. Guidano attraverso una Tokyo in fiamme, incontrando scenari apocalittici e un aereo cargo dell'esercito americano C-130 che si schianta dal cielo. Dopo aver localizzato un piccolo motoscafo, i due vengono trovati e portati a bordo di una nave in partenza da Tokyo, con l'equipaggio di un piccolo gruppo di sopravvissuti che raccontano loro che eventi simili stanno accadendo in tutto il mondo. Mentre la nave si dirige verso l'America Latina, Ryosuke e Michi vanno sottocoperta, dove Ryosuke si disintegra in cenere mentre Michi dichiara di aver trovato la felicità, essendo sola con il suo ultimo amico al mondo.

## Distribuzione
Fu presentato nella sezione Un Certain Regard del 54º Festival di Cannes.
In Italia il film fu doppiato e distribuito direttamente in DVD nel 2006 a cura di Mediafilm. Il disco ha soltanto la traccia audio in italiano ed è privo di contenuti speciali.